# Skate Canada International 2023
Skate Canada International 2023 – drugie w kolejności zawody łyżwiarstwa figurowego z cyklu Grand Prix 2023/2024. Zawody będą rozgrywano od 27 do 29 października 2023 roku w hali Doug Mitchell Thunderbird Sports Centre w Vancouver.
W konkurencji solistów i solistek zwyciężyli Japończycy, Sōta Yamamoto i Kaori Sakamoto. W parach sportowych triumfowali Deanna Stellato-Dudek i Maxime Deschamps, zaś w parach tanecznych Piper Gilles i Paul Poirier, obie pary reprezentantowały Kanadę.

## Rekordy świata
| Rekordy świata (GOE±5) na moment rozpoczęcia zawodów (stan na 27 października 2023): | Rekordy świata (GOE±5) na moment rozpoczęcia zawodów (stan na 27 października 2023): | Rekordy świata (GOE±5) na moment rozpoczęcia zawodów (stan na 27 października 2023): | Rekordy świata (GOE±5) na moment rozpoczęcia zawodów (stan na 27 października 2023): | Rekordy świata (GOE±5) na moment rozpoczęcia zawodów (stan na 27 października 2023): | Rekordy świata (GOE±5) na moment rozpoczęcia zawodów (stan na 27 października 2023): |
| Konkurencja                                                                          | Segment                                                                              | Zawodnicy                                                                            | Punkty                                                                               | Zawody                                                                               | Data                                                                                 |
| ------------------------------------------------------------------------------------ | ------------------------------------------------------------------------------------ | ------------------------------------------------------------------------------------ | ------------------------------------------------------------------------------------ | ------------------------------------------------------------------------------------ | ------------------------------------------------------------------------------------ |
| Soliści                                                                              | Nota łączna                                                                          | Nathan Chen                                                                          | 335,30                                                                               | Finał Grand Prix 2019                                                                | 7 grudnia 2019                                                                       |
| Soliści                                                                              | Program dowolny                                                                      | Nathan Chen                                                                          | 224,92                                                                               | Finał Grand Prix 2019                                                                | 7 grudnia 2019                                                                       |
| Soliści                                                                              | Program krótki                                                                       | Nathan Chen                                                                          | 113,97                                                                               | Zimowe igrzyska olimpijskie 2022                                                     | 10 lutego 2020                                                                       |
| Solistki                                                                             | Nota łączna                                                                          | Kamiła Walijewa                                                                      | 272,71                                                                               | Rostelecom Cup 2021                                                                  | 27 listopada 2021                                                                    |
| Solistki                                                                             | Program dowolny                                                                      | Kamiła Walijewa                                                                      | 185,29                                                                               | Rostelecom Cup 2021                                                                  | 27 listopada 2021                                                                    |
| Solistki                                                                             | Program krótki                                                                       | Kamiła Walijewa                                                                      | 90,45                                                                                | Mistrzostwa Europy 2022                                                              | 13 stycznia 2022                                                                     |
| Pary sportowe                                                                        | Nota łączna                                                                          | Sui Wenjing / Han Cong                                                               | 239,88                                                                               | Zimowe igrzyska olimpijskie 2022                                                     | 19 lutego 2022                                                                       |
| Pary sportowe                                                                        | Program dowolny                                                                      | Anastasija Miszyna / Aleksandr Gallamow                                              | 157,46                                                                               | Mistrzostwa Europy 2022                                                              | 13 stycznia 2022                                                                     |
| Pary sportowe                                                                        | Program krótki                                                                       | Sui Wenjing / Han Cong                                                               | 84,41                                                                                | Zimowe igrzyska olimpijskie 2022                                                     | 18 lutego 2022                                                                       |
| Pary taneczne                                                                        | Nota łączna                                                                          | Madison Chock / Evan Bates                                                           | 232,32                                                                               | World Team Trophy 2023                                                               | 14 kwietnia 2023                                                                     |
| Pary taneczne                                                                        | Taniec dowolny                                                                       | Madison Chock / Evan Bates                                                           | 138,41                                                                               | World Team Trophy 2023                                                               | 14 kwietnia 2023                                                                     |
| Pary taneczne                                                                        | Taniec rytmiczny                                                                     | Madison Chock / Evan Bates                                                           | 93,91                                                                                | World Team Trophy 2023                                                               | 13 kwietnia 2023                                                                     |

## Wyniki

### Soliści

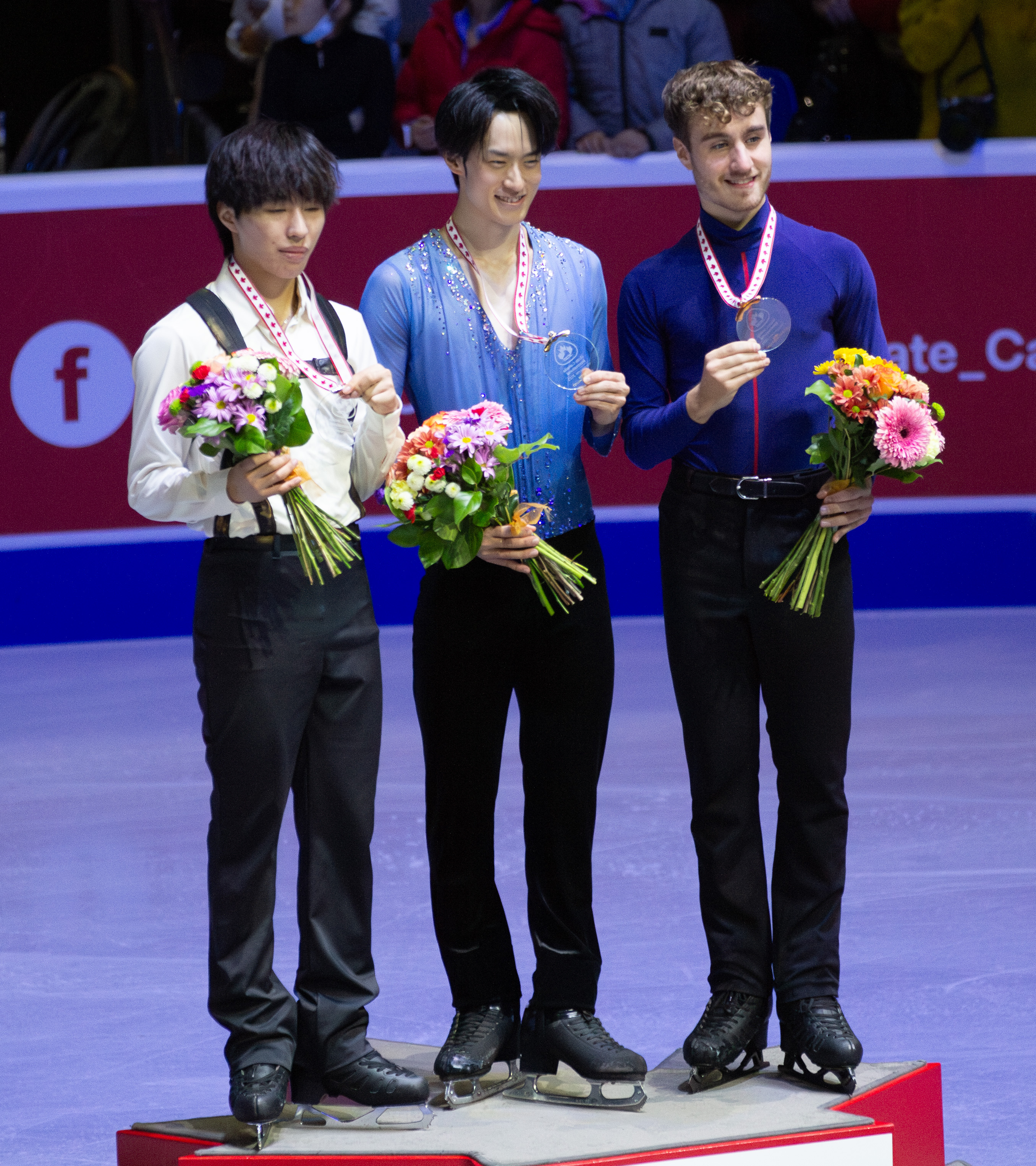
Medaliści w konkurencji solistów, od lewej Kao Miura (JPN), Sōta Yamamoto (JPN), Matteo Rizzo (ITA)

| Poz. | Zawodnik          | Nota łączna | SP | SP    | FS | FS     |
| ---- | ----------------- | ----------- | -- | ----- | -- | ------ |
| 1    | Sōta Yamamoto     | 258,42      | 1  | 89,56 | 3  | 165,86 |
| 2    | Kao Miura         | 257,89      | 4  | 80,80 | 1  | 177,09 |
| 3    | Matteo Rizzo      | 246,01      | 8  | 74,99 | 2  | 171,02 |
| 4    | Kazuki Tomono     | 245,12      | 3  | 81,63 | 5  | 163,49 |
| 5    | Michaił Szajdorow | 241,65      | 5  | 79,18 | 4  | 165,47 |
| 6    | Mark Gorodnitsky  | 225,35      | 11 | 70,69 | 6  | 156,66 |
| 7    | Wesley Chiu       | 221,54      | 7  | 76,94 | 8  | 114,60 |
| 8    | Liam Kapeikis     | 220,15      | 10 | 71,59 | 7  | 148,56 |
| 9    | Cha Jun-hwan      | 216,61      | 2  | 86,18 | 11 | 130,43 |
| 10   | Conrad Orzel      | 213,22      | 6  | 77,68 | 10 | 135,44 |
| 11   | Michaił Selevko   | 210,78      | 12 | 70,18 | 9  | 140,60 |
| 12   | Aleksa Rakic      | 189,38      | 9  | 72,56 | 12 | 116,82 |

### Solistki

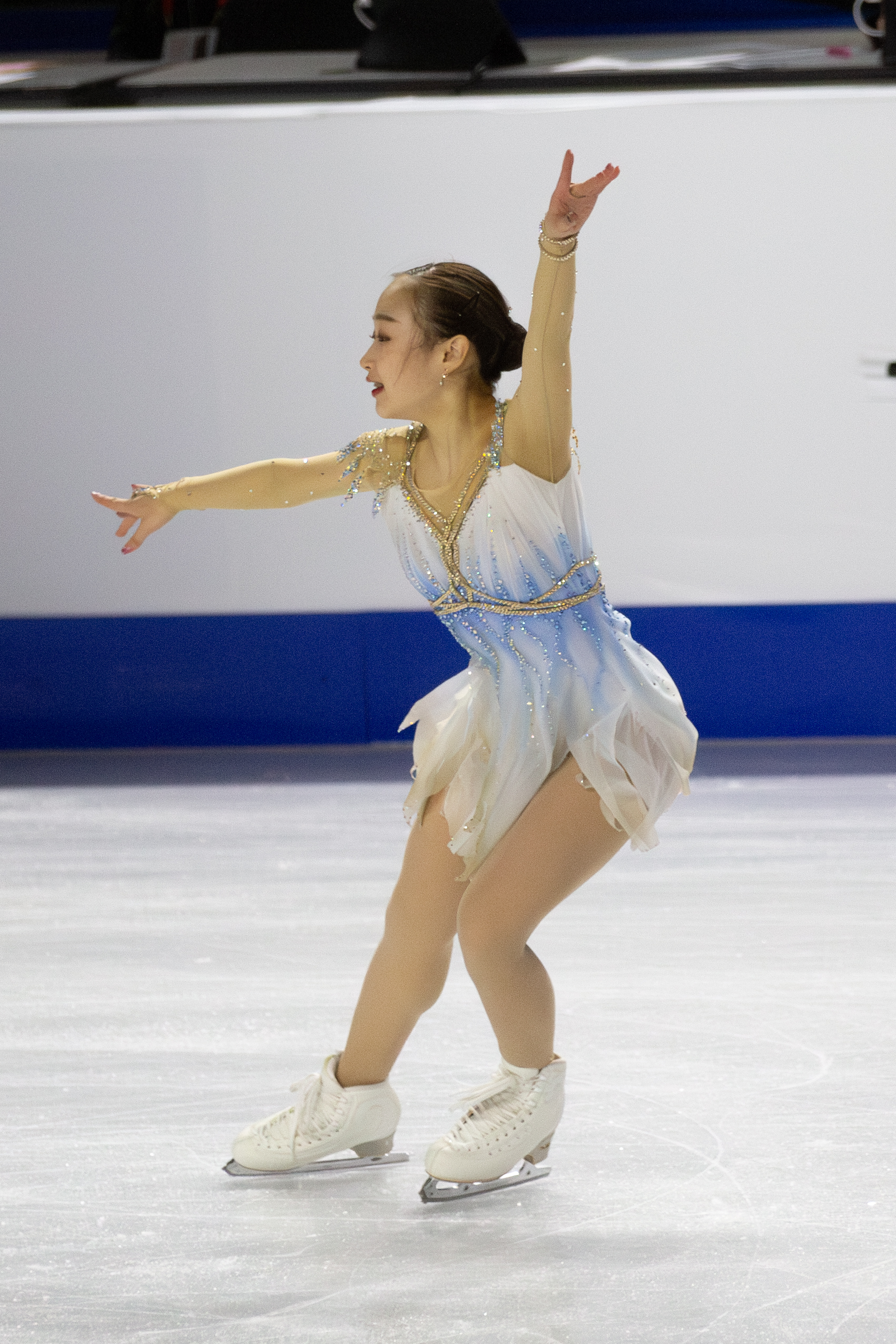
Zdobywczyni brązowego medalu wśród solistek Rino Matsuike (JPN)

| Poz. | Zawodniczka        | Nota łączna | SP | SP    | FS | FS     |
| ---- | ------------------ | ----------- | -- | ----- | -- | ------ |
| 1    | Kaori Sakamoto     | 226,13      | 1  | 75,13 | 1  | 151,00 |
| 2    | Kim Chae-yeon      | 201,15      | 2  | 70,31 | 4  | 130,84 |
| 3    | Rino Matsuike      | 198,62      | 3  | 66,29 | 3  | 132,33 |
| 4    | Madeline Schizas   | 189,91      | 8  | 57,44 | 2  | 132,47 |
| 5    | Lindsay Thorngren  | 189,52      | 5  | 61,99 | 5  | 127,53 |
| 6    | Rinka Watanabe     | 182,08      | 7  | 57,52 | 6  | 124,56 |
| 7    | Audrey Shin        | 177,14      | 4  | 65,19 | 9  | 111,95 |
| 8    | Starr Andrews      | 174,82      | 6  | 61,07 | 8  | 113,75 |
| 9    | Lara Naki Gutmann  | 165,73      | 11 | 50,00 | 7  | 115,73 |
| 10   | Kaiya Ruiter       | 155,44      | 9  | 55,82 | 11 | 99,62  |
| 11   | Sara-Maude Dupuis  | 151,95      | 10 | 52,17 | 10 | 99,78  |
| 12   | Maé-Bérénice Méité | 121,13      | 12 | 41,65 | 12 | 79,48  |

### Pary sportowe

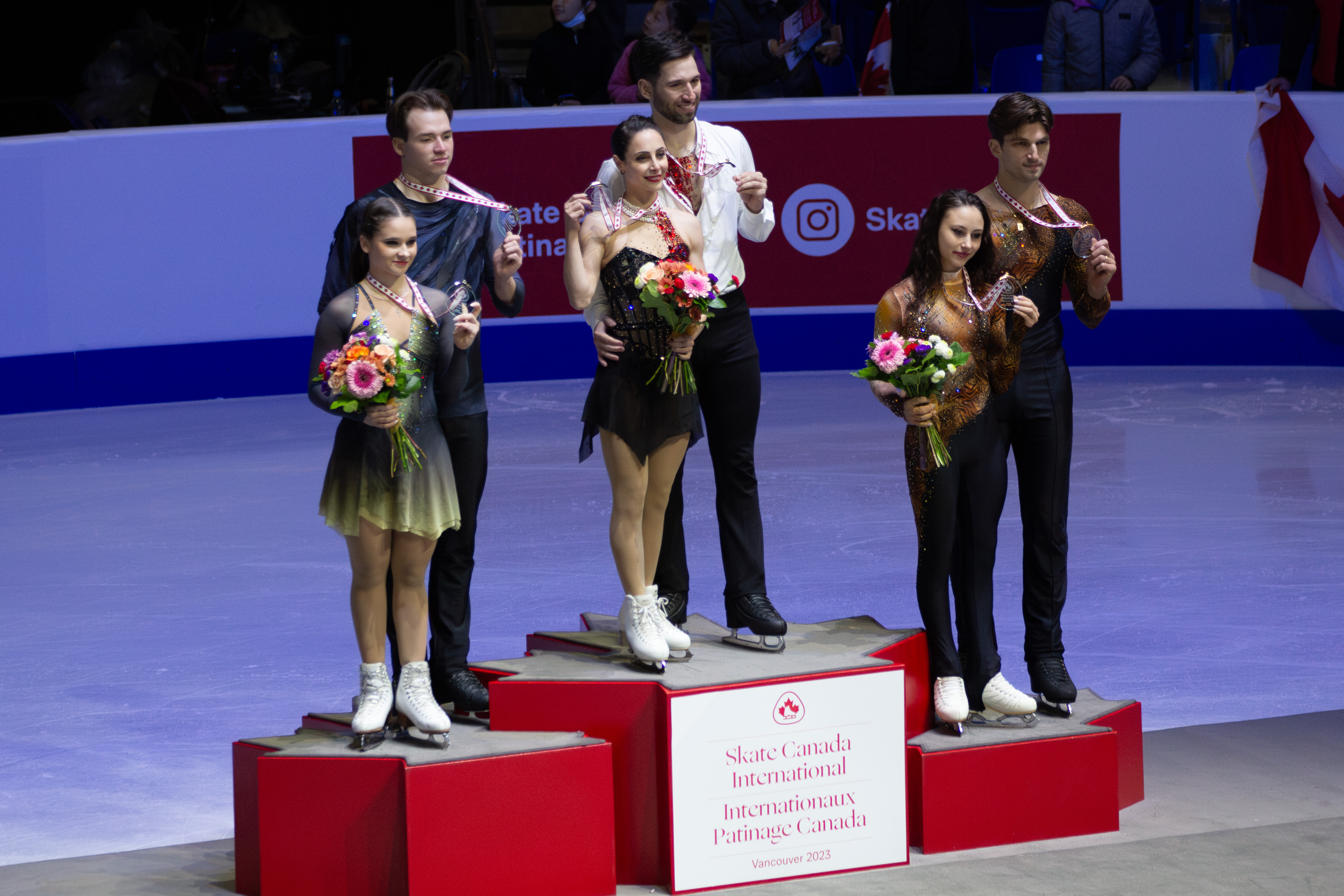
Medaliści w parach sportowych, od lewej Pawłowa / Swiatczenko (HUN), Stellato-Dudek / Deschamps (CAN), Beccari / Guarise (ITA)

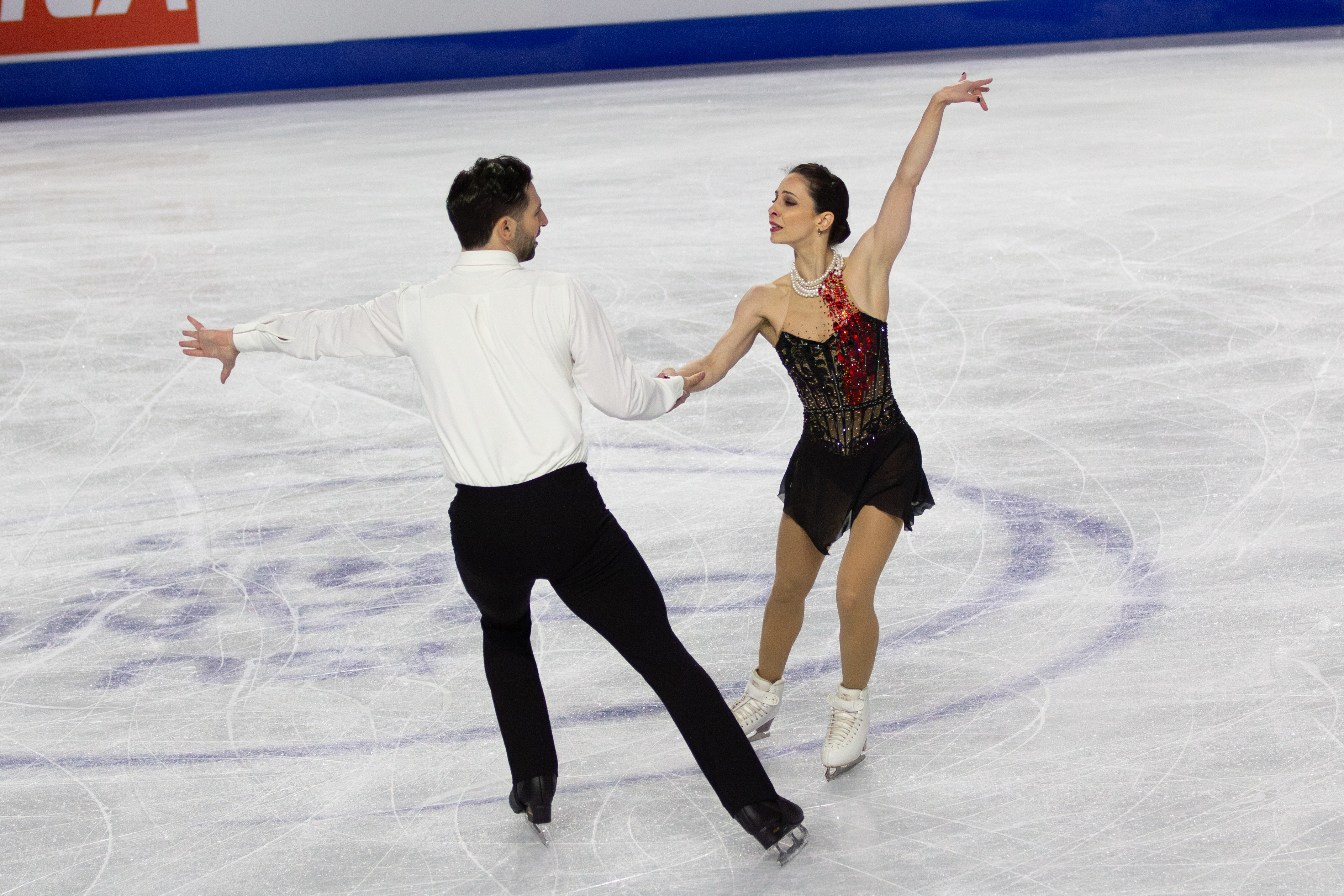
Para sportowa Deanna Stellato-Dudek i Maxime Deschamps (CAN) w programie dowolnym

| Poz. | Zawodnicy                                       | Nota łączna | SP | SP    | FS | FS     |
| ---- | ----------------------------------------------- | ----------- | -- | ----- | -- | ------ |
| 1    | Deanna Stellato-Dudek / Maxime Deschamps        | 214,64      | 1  | 72,25 | 1  | 142,39 |
| 2    | Marija Pawłowa / Aleksiej Swiatczenko           | 187,78      | 4  | 62,22 | 2  | 125,56 |
| 3    | Lucrezia Beccari / Matteo Guarise               | 181,42      | 2  | 65,83 | 4  | 115,59 |
| 4    | Anastasija Gołubiewa / Hektor Giotopoulos Moore | 179,61      | 3  | 62,80 | 3  | 116,81 |
| 5    | Kelly Ann Laurin / Loucas Éthier                | 168,12      | 7  | 57,14 | 5  | 110,98 |
| 6    | Brooke McIntosh / Benjamin Mimar                | 166,00      | 5  | 59,83 | 7  | 106,17 |
| 7    | Darja Daniłowa / Michel Tsiba                   | 165,01      | 6  | 57,17 | 6  | 107,84 |
| 8    | Letizia Roscher / Luis Schuster                 | 137,54      | 8  | 52,07 | 8  | 85,47  |

### Pary taneczne

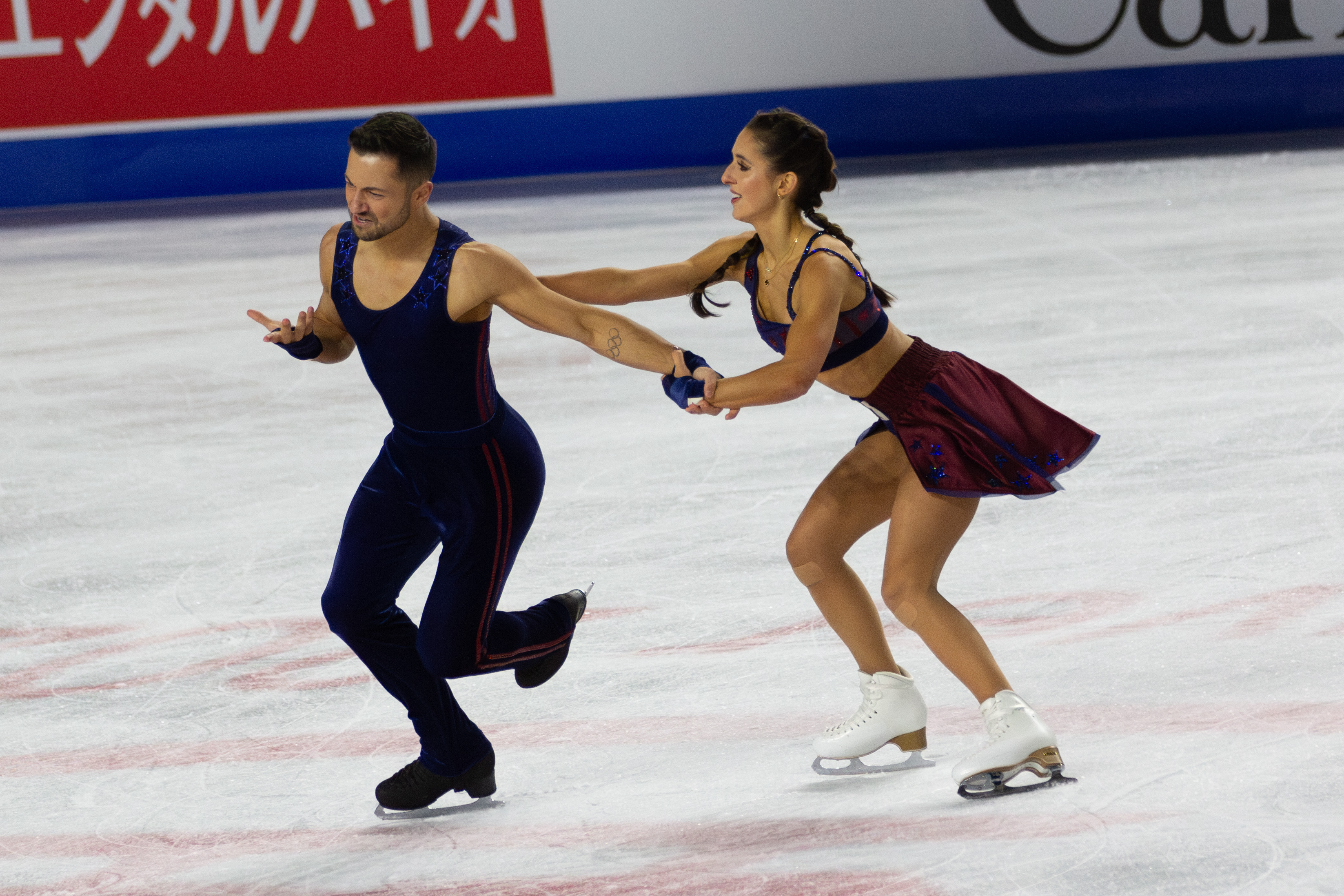
Para taneczna Lilah Fear i Lewis Gibson (GBR) w tańcu dowolnym

Motywem tańca rytmicznego był: Music and Feeling of the Eighties.
| Poz. | Zawodnicy                                      | Nota łączna | RD | RD    | FD | FD     |
| ---- | ---------------------------------------------- | ----------- | -- | ----- | -- | ------ |
| 1    | Piper Gilles / Paul Poirier                    | 219,01      | 1  | 87,55 | 1  | 131,46 |
| 2    | Lilah Fear / Lewis Gibson                      | 209,55      | 2  | 83,51 | 2  | 126,04 |
| 3    | Allison Reed / Saulius Ambrulevičius           | 192,01      | 3  | 75,60 | 3  | 116,41 |
| 4    | Oona Brown / Gage Brown                        | 187,62      | 4  | 73,91 | 4  | 113,71 |
| 5    | Emilea Zingas / Wadym Kołesnyk                 | 184,96      | 5  | 72,25 | 5  | 112,71 |
| 6    | Eva Pate / Logan Bye                           | 181,46      | 6  | 72,12 | 6  | 109,34 |
| 7    | Alicia Fabbri / Paul Ayer                      | 173,34      | 7  | 68,31 | 8  | 105,03 |
| 8    | Jennifer Janse van Rensburg / Benjamin Steffan | 172,52      | 8  | 66,14 | 7  | 106,38 |
| 9    | Molly Lanaghan / Dmitre Razgulajevs            | 168,79      | 9  | 65,97 | 9  | 102,82 |
| 10   | Wang Shiyue / Liu Xinyu                        | 160,61      | 10 | 64,66 | 10 | 95,95  |